# IBM Office/36
Office/36 fue un conjunto de aplicaciones comercializadas por IBM entre 1983 y 2000 para la familia de computadoras de gama media IBM System/36. IBM anunció su estrategia System/36 Office Automation (OA, Ofimática) en 1985.
Office/36 se puede comprar en su totalidad o por partes. Los componentes de Office/36 incluyen:
- IDDU/36, la utilidad de definición de datos interactivos.
- Query/36, la utilidad Consulta.
- DisplayWrite/36,[5] un programa de procesamiento de texto.
- Personal Services/36,[5] un sistema de calendario y una utilidad de mensajería de oficina.

Query/36 no era exactamente lo mismo que SQL, pero tenía algunas similitudes, especialmente la capacidad de crear muy rápidamente un conjunto de registros mostrado a partir de un archivo de disco. Tenga en cuenta que SQL, también un desarrollo de IBM, no se había estandarizado antes de 1986.
DisplayWrite/36, en la misma categoría que Microsoft Word, tenía diccionarios en línea y capacidades de definición, y corrector ortográfico y, a diferencia de los productos S/36 estándar, enderezaba el texto sobrante y se desplazaba en tiempo real.
Se requirieron cambios considerables en el diseño de S/36 para soportar la funcionalidad de Office/36, uno de los cuales fue la capacidad de administrar nuevos objetos contenedores llamados «carpetas» y producir múltiples extensiones para ellos bajo demanda. Q/36 y DW/36 generalmente superaban el límite de programa de 64K del S/36, tanto en la edición como en la impresión, por lo que el uso de productos de Office podría tener un gran impacto en otras aplicaciones. DW/36 permitió el uso de negrita, subrayado y otras características de formato de visualización en tiempo real.